# Blomkest
Blomkest és una població dels Estats Units a l'estat de Minnesota. Segons el cens del 2000 tenia 186 habitants.

## Demografia
Segons el cens del 2000, Blomkest tenia 186 habitants, 66 habitatges, i 53 famílies. La densitat de població era de 69,7 habitants per km².
Dels 66 habitatges en un 43,9% hi vivien nens de menys de 18 anys, en un 71,2% hi vivien parelles casades, en un 7,6% dones solteres, i en un 18,2% no eren unitats familiars. En el 18,2% dels habitatges hi vivien persones soles el 7,6% de les quals corresponia a persones de 65 anys o més que vivien soles. El nombre mitjà de persones vivint en cada habitatge era de 2,82 i el nombre mitjà de persones que vivien en cada família era de 3,2.
Per edats la població es repartia de la següent manera: un 31,7% tenia menys de 18 anys, un 5,4% entre 18 i 24, un 32,3% entre 25 i 44, un 18,8% de 45 a 60 i un 11,8% 65 anys o més.
L'edat mediana era de 36 anys. Per cada 100 dones de 18 o més anys hi havia 98,4 homes.
La renda mediana per habitatge era de 34.583 $ i la renda mediana per família de 40.833 $. Els homes tenien una renda mediana de 27.500 $ mentre que les dones 26.000 $. La renda per capita de la població era de 16.072 $. Entorn del 3,7% de les famílies i el 4% de la població estaven per davall del llindar de pobresa.

## Poblacions més properes
El següent diagrama mostra les poblacions més properes.